# Кім Юсін
Кім Юсін (595 — 18 серпня 673) — воєначальник, ідеолог і один з найвищих сановників давньокорейської держави Сілла. Відіграв велику роль в об'єднанні корейських земель під владою Сілли. Його вважають правнуком короля Кухе, останнього правителя династії Кимгван Кая, яка перейшла на сіллаську службу після приєднання Кимгвана до Сілли (532). Це дало йому дуже високе положення в системі соціальної стратифікації, що називалася кольпхум («якість кістки», «якість роду») і визначала політичний і військовий статус, який могла досягти людина. В першій половині IX ст. його нащадок сілласький чиновник Кім Чанчхон створив «Біографію Кім Юсіна» («Кім Юсін чжон»), яка в скороченому вигляді була включена до «Самгук сагі». Також відомості про нього є в «Самгук Юса» .

## Ранні роки життя
Кім Юсін був сином генерала Кім Сохьона. Він народився в Геіянг, Чінчхон в 595 р. У 15 років приєднався до хваранів. У цей період у нього з'являється мрія про об'єднання трьох держав Корейського півострова. Він заручився підтримкою політичної верхівки, налагодивши стосунки з аристократом Кім Чхунчху. У 34 роки (629) він став командувачем збройних сил Сілли. Коли Кім Чхунчху став королем Сілли (Муйоль 654—661 р.), Кім Юсін отримав підвищення й був призначений головним чиновником країни.

## Військові досягнення
Вважають, що перший військовий похід Кім Юсіна відбувся близько 629 р н. е. , в якому він показав свій хист до військової майстерності. 647 року брав участь у придушені повстання Підама. Сілла була в постійній боротьбі зі своїм західним сусідом, Пекче, за територію. Саме в цей період Юсін виріс в рядах збройних сил і активізував воєнні дії проти Пекче.
Пекче і Сілла сформували альянс, щоб протистояти владі Когурьо і його намірам посилитися на півдні, й розпочали успішну атаку на нього. Сілла захопила північну територію, а Пекче землі на південь від річки Хан. Але Сілла порушила союз і напала на Пекче. Після цієї зради, Пекче уклала союз з Когурьо. Коли Когурьо і Пекче напали на Сіллу в 655, Сілла об'єдналася з китайською імперією Тан, щоб боротися з загарбниками. Користуючись військово — дипломатичною підтримкою династії Тан, Сілла розгромила Пекче в 660 р. і Когурьо в 668р. Настав період розквіту могутності Сілли, який тривав до кінця VIII в. Саме Кім Юсін очолював сілланське військо під час захоплення Пекче й практично був заступником правителя під час походу на Когурьо.

## Останні роки життя

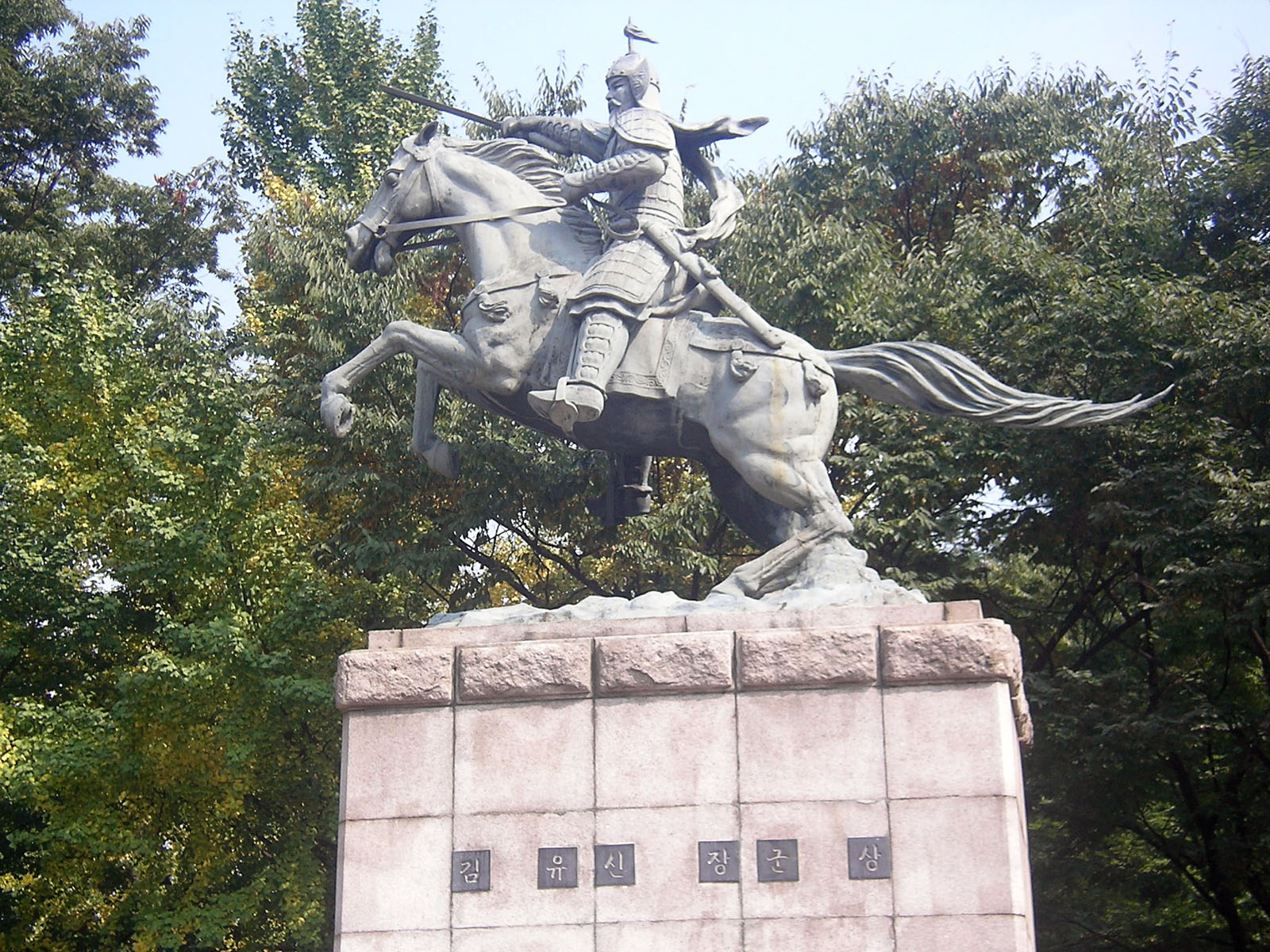
Пам'ятник у парку Намсан, Сеул, Південна Корея

Протягом усього свого життя Кім Юсін вважав, що Пекче, Когурьо і Сілла не повинні бути окремими країнами, а їх потрібно об'єднати в єдине ціле. Він був рушійною силою в об'єднанні Корейського півострова і найбільш відомий з усіх генералів в об'єднавчих війнах періоду Троєцарства.
Кім Юсін був нагороджений за його внесок в кампанію. У 668 році король Мунму присвоїв йому почесне звання Тегаккан (найвищий чин, створений спеціально для нього). 669 року отримав 142 конячі ферми, які були розміщені по всьому царству. Кім Юсін дожив до 79 років і вважається одним з найвідоміших генералів Кореї. Похований у місті Кенджу на південному сході Кореї.

## Сім'я
У Кім Юсіна було дві сестри Кім Похі і Кім Мунхі. Мунхі вийшла заміж за Кім Чхунчху, з яким давно був знайомий її брат, і згодом стала царицею Мунмьон. У Кім Юсіна було десятеро дітей. Його другий син Кім Вонсул відіграв основну роль у здобуті незалежності Сілли від династії Тан.

## Легенди
Існує багато історій про Кім Юсіна. В одній розповідається про те, як йому було наказано придушити повстанський виступ. Проте його військо побачило падаючу зірку в небі й сприйняло це як поганий знак. Для того, щоб відновити довіру своїх солдат, генерал використав великого повітряного змія, щоб пустити вогняну кулю в небо. Солдати, побачили зірку, що повертається на небо, згуртувалися і перемогли бунтівників. Також він використовував цих зміїв для комунікації між військами, коли вони були розділені на далеких відстанях. Інша легенда розповідає про суперечку між Кім Юсіном і танським генералом. Сварка могла перерости в криваву сутичку, бо меч Кім Юсіна сам вискочив з піхви йому в руки. Оскільки меч воїна вважали його душею, це явище так налякало танського генерала, що він відразу ж вибачився перед військом Сілли.

## Ідеологія

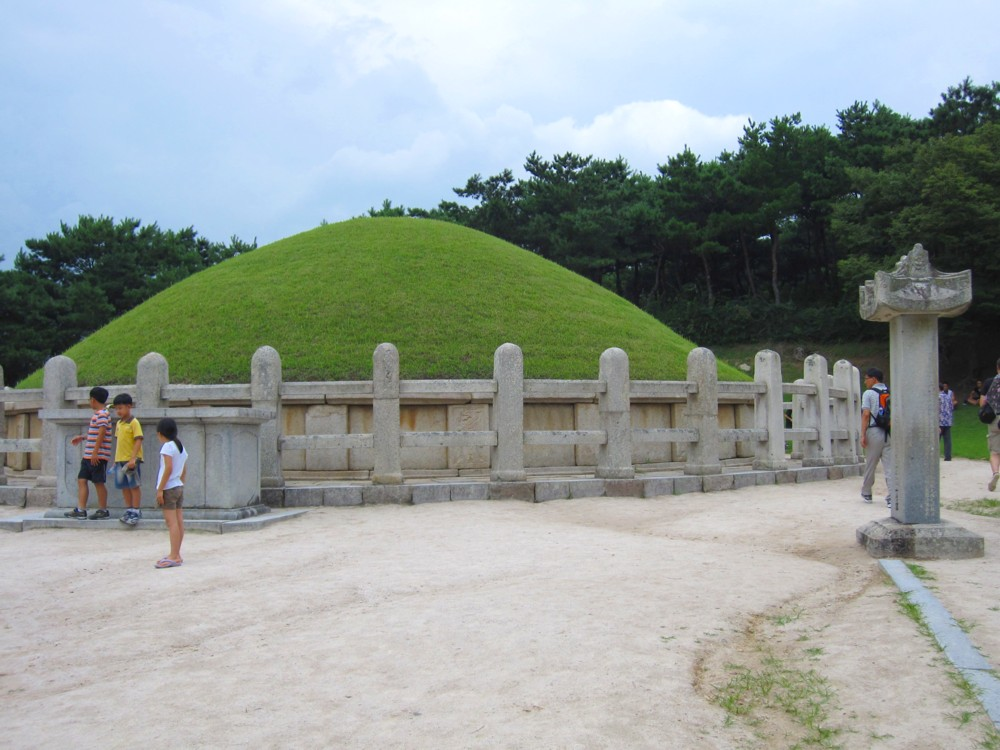
Могила Кім Юсіна в Кенджу

Долю держави визначала, з точки зору Юсіна, не воля Неба або духів, а етичний стан суспільства, тобто правильні стосунки між володарем і його підданими. Правитель, виступаючи як посередник між космосом і суспільством, управляє країною відповідно до космічних ритмів . Він повинен ставитись  до підданих з любов'ю  і  дати їм  можливість жити природним життям («насолоджуватися своєю справою»). Виступаючи як земний заступник Неба, правитель повинен відноситься до підданих з абсолютною неупередженістю, віддаляти від себе «дрібних людців» і оточувати себе «благородними мужами», безжально карати недостойних і щедро  винагороджує гідних в точній відповідності до  їхніх заслуг. Ведучи війну з Пекче або Когурьо, сілласький государ лише «карає» правителів цих держав за зарозумілість і провини перед великою державою (Танской імперією), тим самим виконуючи свою роль неупередженого і суворого судді, всемогутнього зберігача космічного порядку на Землі. У цій своїй іпостасі правитель, по суті, рівнозначний Небу.
Поведінка підданих заснована на почутті відданості правителю, яка є абсолютно природною  і нормальною  оскільки володар любить підданих і поширює на них свій благий  вплив. Підштовхуваний природною вірністю государеві, підданий сам, без жодного «навіювання» повинен понад усе прагнути  здійснити вагоме  діяння на благо держави. Подвиги, здійснені, скажімо, Юсіном, — це не просто виконання наказів, а результат «рішучості», «намірів» самого Юсіна. Відданість підданого і його «рішучість» служити державі — це не щось штучне або виняткове, а лише природне дотримання космічному порядку.